# Hermann von Helmholtz
Hermann Ludwig Ferdinand von Helmholtz (31 tháng 8 năm 1821 – 8 tháng 9 năm 1894) là một bác sĩ và nhà vật lý người Đức. Theo lời của 1911 Britannica, "cuộc đời ông từ đầu đến cuối là một người cống hiến cho khoa học, ông phải được công nhận, về mặt văn hóa, như là một trong những nhà khoa học tiên phong của thế kỉ 19."
| “ | Tôi cảm phục đầu óc tự do và các ý tưởng độc lập của Helmholtz | ” |

Helmholtz đóng góp nhiều công trình quan trọng trong một số lãnh vực khoa học. Trong sinh lý học, ông được biết đến với các tính toán của mắt, các lý thuyết về sức nhìn, các ý tưởng của sự cảm nhận về không gian của mắt, các nghiên cứu thị lực màu, cảm nhận về âm hưởng, sự cảm nhận âm thanh, và kinh nghiệm chủ nghĩa. Trong vật lý, ông được biết đến với các lý thuyết về sự bảo toàn của năng lượng, các công trình trong điện động lực học, hóa nhiệt động lực (chemical thermodynamics) và về cơ sở cơ học của nhiệt động lực học. Với tư cách một triết gia, ông được biết đến với các triết lý về khoa học, các ý tưởng về mối quan hệ giữa các định luật của cảm nhận và các luật tự nhiên, khía cạnh khoa học của mỹ học, và các ý tưởng về sự mạnh văn minh hóa của khoa học.

## Thời thơ ấu
Helmholtz là con trai của hiệu trưởng trường Potsdam Gymnasium, Ferdinand Helmholtz, một nhà nghiên cứu ngữ văn cổ điển và triết học, và là bạn thân của nhà triết học và cũng là một nhà xuất bản tên Immanuel Hermann Fichte. Các công trình của Helmholtz bị ảnh hưởng bởi triết học của Johann Gottlieb Fichte và Immanuel Kant. Ông cố gắng theo đuổi các triết lý của họ trong các vấn đề có tính thực nghiệm như sinh lý học.
Khi còn trẻ tuổi, Helmholtz thích nghiên cứu về khoa học tự nhiên, nhưng cha ông muốn ông học về y khoa tại Charité bởi vì có học bổng cho học sinh theo học ngành y.
Helmholtz viết về nhiều đề tài bao gồm từ tuổi Trái Đất đến nguồn gốc của Thái dương hệ.

## Sự bảo toàn năng lượng
Bản mẫu:Các mốc thời gian của nhiệt động lực học
Công trình khoa học quan trọng đầu tiên của ông, một luận án vật lý về sự bảo toàn năng lượng viết 1847 được viết ra trong bối cảnh nghiên cứu về y học và triết học của ông. Ông khám phá ra quy luật bảo toàn năng lượng khi nghiên cứu về sự trao đổi chất của cơ bắp. Ông cố gắng diễn đạt rằng không có sự mất đi của năng lượng trong sự chuyển động của cơ bắp, bắt nguồn từ suy luận là không cần một "lực sống" nào để lay chuyển cơ bắp. Đây là sự phủ nhận phỏng đoán truyền thống của Naturphilosophie mà vào thời điểm đó là một triết lý khá phổ biến trong ngành sinh lý học Đức.
Dựa trên các công trình trước đó của Sadi Carnot, Émile Clapeyron và James Prescott Joule, ông tiên đoán một mối quan hệ giữa cơ học, nhiệt, ánh sáng, điện và từ trường bằng cách xem tất cả chúng như là sự biểu diễn của "lực" (năng lượng trong ngôn ngữ hiện đại) duy nhất. Ông xuất bản các ý tưởng của mình trong cuốn sách tựa đề Über die Erhaltung der Kraft (Về sự bảo toàn của Lực) năm 1847.
Helmholtz được nghĩ là người đầu tiên đưa ra ý tưởng về cái chết nóng của vũ trụ vào năm 1854.

## Sinh lý học của giác quan
Sinh lý học của các giác quan của Helmholtz là cơ sở cho các công trình của Wilhelm Wundt, một học sinh của Helmholtz, người được xem là một trong những nhà sáng lập của bộ môn tâm lý học thực nghiệm. Ông, rõ rệt hơn Helmholtz, miêu tả các nghiên cứu của mình dưới một dạng triết lý thực nghiệm và sự nghiên cứu về đầu óc là một thứ khác. Helmholtz trong sự phủ nhận truyền thống phỏng đoán của Naturphilosophie đã nhấn mạnh sự quan trọng của chủ nghĩa vật chất, và tập trung nhiều hơn về sự hợp nhất của "đầu óc" và cơ thể.

### Quang học mắt
Vào năm 1851, Helmholtz đã làm một cuộc cách mạng trong khoa khám chữa mắt với phát minh của kính soi đáy mắt (ophthalmoscope); một dụng cụ dùng để khám phần bên trong của mắt. Phát minh này đã làm ông nổi tiếng thế giới ngay lập tức. Các điều Helmholtz quan tâm vào lúc đó tập trung thêm vào sinh lý học của các giác quan. Cuốn sách chính của ông, tựa đề Handbuch der Physiologischen Optik (Sổ tay về quang sinh lý học), đã cung cấp các lý thuyết thực nghiệm về thị lực không gian, thị lực màu và cảm nhận về sự di chuyển, và đã trở thành cuốn sách tra cứu cơ sở trong ngành của ông trong nửa thế kỉ 19. Lý thuyết của ông về sự điều tiết của mắt đã tồn tại không ai tranh cãi cho đến thập kỉ cuối của thế kỉ 20.

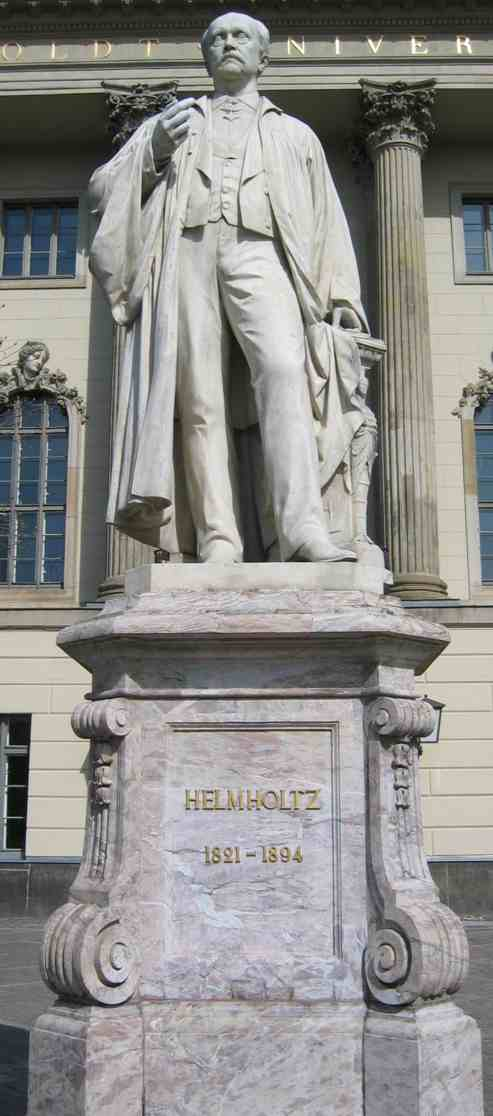
Helmholtz trước Đại học Humboldt ở Berlin

Helmholtz tiếp tục làm việc trong một vài thập kỉ trên một vài phiên bản khác nhau của cuốn sách, thường xuyên cập nhật công trình của ông vì các tranh cãi với Ewald Hering người có quan điểm trái ngược về thị lực về không gian và màu sắc. Cuộc tranh cãi này đã phân chia ngành sinh lý học trong nửa sau của những năm 1800.

### Âm thanh học và mỹ học
Vào năm 1863 Helmholtz xuất bản một cuốn sách tựa là Die Lehre von den Tonempfindungen als physiologische Grundlage für die Theorie der Musik (Về sự cảm nhận của nốt nhạc như là cơ sở sinh lý học của lý thuyết âm nhạc), một lần nữa nói lên sự quan tâm của ông về khía cạnh vật lý của sự cảm nhận. Cuốn sách này đã ảnh hưởng đến các nhà âm nhạc học cho đến thế kỉ 20. Helmholtz đã phát minh ra dụng cụ cộng hưởng Helmholtz để cho thấy độ mạnh của các nốt nhạc khác nhau.

## Điện từ trường
Vào năm 1871 Helmholtz di chuyển từ Heidelberg đến Berlin để trở thành một giáo sư vật lý. Ông trở nên thích nghiên cứu về điện từ trường.
Oliver Heaviside cho rằng có sóng dọc (longitudinal wave) trong lý thuyết Helmholtz. Mặc dù ông không đóng góp lớn vào lãnh vực này, học trò của ông là Heinrich Rudolf Hertz trở nên nổi tiếng là người đầu tiên biểu diễn được phát xạ điện từ trường. Helmholtz đã dự đoán được phát xạ E-M từ phương trình Maxwell, và bây giờ phương trình sóng mang tên ông. Một hiệp hội các viện nghiên cứu lớn ở Đức, Hiệp hội Helmholtz, mang tên ông.

## Các học sinh và cộng sự viên
Các học sinh và các nghiên cứu cộng sự của Helmholtz tại Berlin bao gồm Max Planck, Heinrich Kayser, Eugen Goldstein, Wilhelm Wien, Arthur König, Henry Augustus Rowland, A. A. Michelson và Michael Pupin. Leo Koenigsberger, học tại Berlin khi Helmholtz ở đó, viết tiểu sử cho ông vào năm 1902.

## Sách vở
- 1971. Selected Writings of Hermann von Helmholtz. Kahl, Russell, ed. Wesleyan Uni. Press.
- 1977. Helmholtz: Epistemological Writings. Cohen, Robert, and Wartofsky, Marx, eds. and trans. Reidel.
- Ewald, William B., ed., 1996. From Kant to Hilbert: A Source Book in the Foundations of Mathematics, 2 vols. Oxford Uni. Press.
  - 1876. "The origin and meaning of geometrical axioms," 663-88.
  - 1878. "The facts in perception," 698-726.
  - 1887. "Numbering and measuring from an epistemological viewpoint," 727-52.
- Leo Koenigsberger, translated by Frances A. Welby Hermann von Helmholtz (Dover, 1965)